# Ivančna Gorica
Ivančna Gorica é um município da Eslovênia. A sede do município fica na localidade de mesmo nome.